# Lignières-Châtelain
Lignières-Châtelain (picardisch: Lignère-Catelain) ist eine nordfranzösische Gemeinde mit 344 Einwohnern (Stand 1. Januar 2022) im Département Somme in der Region Hauts-de-France. Die Gemeinde liegt im Arrondissement Amiens, ist Teil der Communauté de communes Somme Sud-Ouest und gehört zum Kanton Poix-de-Picardie.

## Geographie
Die Gemeinde liegt rund neun Kilometer westlich von Poix-de-Picardie an der früheren Route nationale 29.

## Geschichte
Ausgrabungen haben Spuren römischer Besiedlung zutage gefördert. 
Das Schloss wurde gegen 1894 abgebrochen.

## Einwohner
| 1962 | 1968 | 1975 | 1982 | 1990 | 1999 | 2006 | 2011 |
| ---- | ---- | ---- | ---- | ---- | ---- | ---- | ---- |
| 366  | 315  | 295  | 270  | 272  | 284  | 351  | 340  |

## Sehenswürdigkeiten

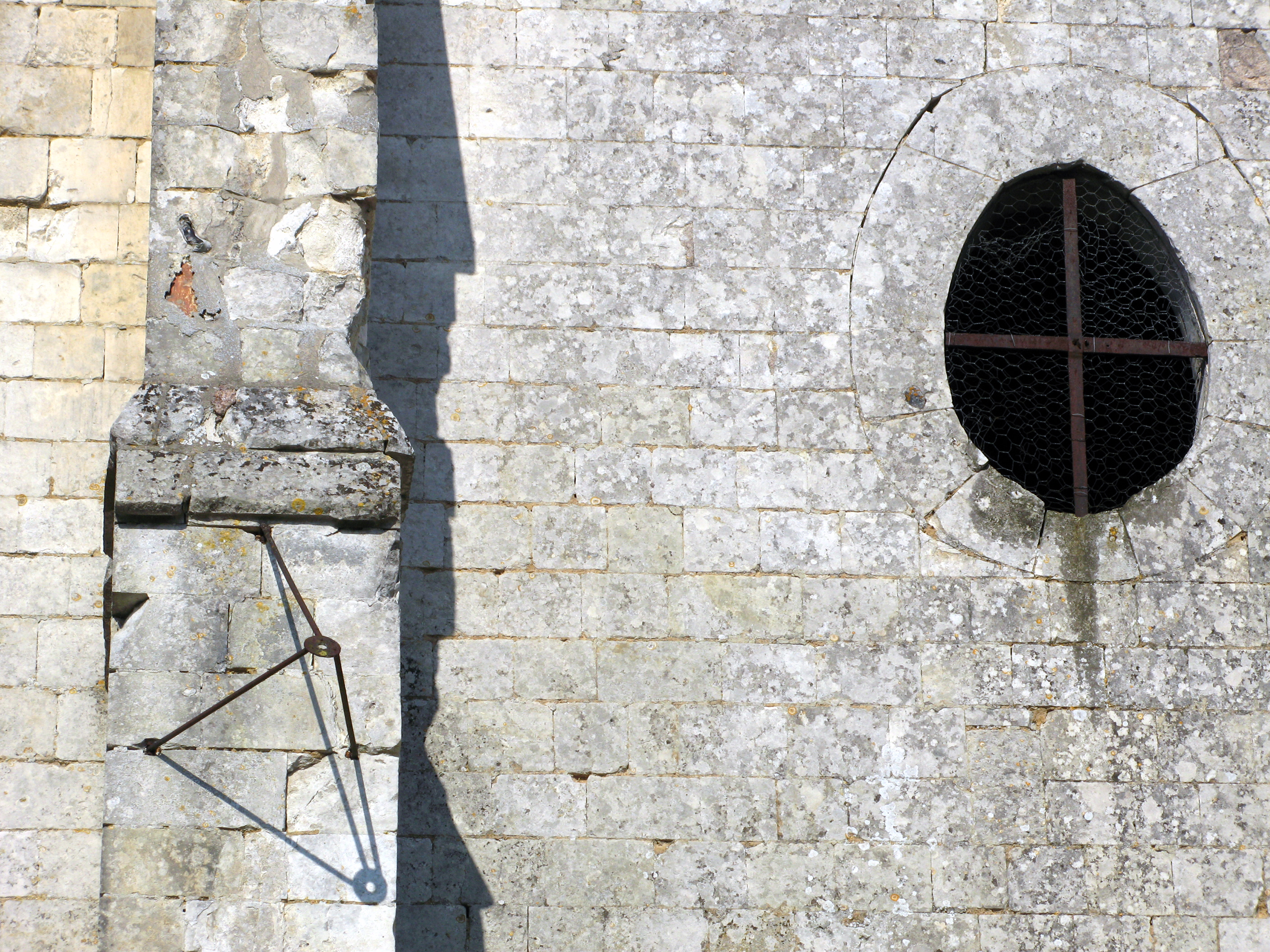
Sonnenuhr an der Kirchenfassade

- Kirche Saint-Barthélemy mit Turm an der Südseite des Chors